# Шиллинг, Тейлор
Те́йлор Джейн Ши́ллинг (англ. Taylor Jane Schilling; род. 27 июля 1984, Бостон) — американская актриса. Шиллинг сыграла главную роль в недолго просуществовавшем сериале NBC «Милосердие» (2009—2010), а после снялась в фильмах «Атлант расправил плечи: Часть 1» (2011) и «Счастливчик» (2012). Наибольшей известности Шиллинг добилась благодаря роли Пайпер Чепмен в сериале Netflix «Оранжевый — хит сезона» (2013—2019), за которую она в 2014 году номинировалась на премию «Эмми», а также в 2014 и 2015 годах на премию «Золотой глобус».

## Биография
Шиллинг родилась в Бостоне, штат Массачусетс, где и начала свою актёрскую карьеру в местных постановках, таких, как «Скрипач на крыше». В 2002 году Шиллинг окончила Вэйландскую среднюю школу, а в 2006 году получила степень бакалавра искусств в университете Фордхэма. Затем она обучалась актёрскому мастерству в Нью-Йоркском университете, а в 2007 году дебютировала на экране с небольшой роли в независимом фильме «Тёмная история».
В 2009 году Шиллинг смогла получить ведущую роль в медицинской драме NBC «Милосердие», удивив продюсеров на кастинге своим диапазоном игры. В тот момент она работала няней на Манхэттене. Шоу не имело успеха и было закрыто весной 2010 года. Шиллинг, однако, вскоре получила главную женскую роль в фильме «Счастливчик», экранизации очередного романа Николаса Спаркса. Она также сыграла главную роль в фильме 2011 года «Атлант расправил плечи: Часть 1», а затем кратко появилась в «Операция «Арго»» в роли жены главного героя.
В 2012 году Шиллинг получила главную роль в сериале Netflix «Оранжевый — хит сезона». Она играет роль антигероини Пайпер Чепмен, бисексуальной женщины, которая садится в тюрьму после того, как её бывшая любовница, занимающаяся контрабандой наркотиков, сдала её властям. Шиллинг получила эту роль, обойдя ряд других крупных актрис. Эта роль принесла ей похвалу от критиков и номинацию на премию «Золотой глобус» за лучшую женскую роль в телевизионном сериале — драма в 2014 году. Тем не менее на «Эмми» Шиллинг номинировалась как «Лучшая актриса в комедийном сериале».
30 июня 2020 года Тейлор Шиллинг совершила каминг-аут, рассказав на своей странице в социальной сети об отношениях с художницей Эмили Ритц. Пара находится в отношениях более года.

## Фильмография
| Год       |    | Русское название                | Оригинальное название   | Роль                        |
| --------- | -- | ------------------------------- | ----------------------- | --------------------------- |
| 2007      | ф  | Тёмная история                  | Dark Matter             | Джеки                       |
| 2009—2010 | с  | Милосердие                      | Mercy                   | медсестра Вероника Каллахан |
| 2011      | ф  | Атлант расправил плечи: Часть 1 | Atlas Shrugged: Part I  | Дэгни Таггарт               |
| 2012      | ф  | Счастливчик                     | The Lucky One           | Бет Грин                    |
| 2012      | ф  | Операция «Арго»                 | Argo                    | Кристин Мендес              |
| 2013      | ф  | Останься                        | Stay                    | Эбби                        |
| 2013—2019 | с  | Оранжевый — хит сезона          | Orange Is the New Black | Пайпер Чепмен               |
| 2015      | ф  | Ночёвка                         | The Overnight           | Эмили                       |
| 2016      | с  | Пьяная история                  | Drunk History           | Эмили Роблинг               |
| 2017      | ф  | Похить меня                     | Take Me                 | Анна Сент Блэр              |
| 2018      | ф  | Общественная библиотека         | The Public              | Анджела                     |
| 2018      | ф  | Титан                           | The Titan               | доктор Эбигейл Янссен       |
| 2018      | ф  | Семья                           | Family                  | Кейт                        |
| 2019      | ф  | Омен: Перерождение              | The Prodigy             | Сара Блум                   |
| 2019      | ф  | Фил                             | Phil                    | Саманта Форд                |
| 2022      | мс | Пэм и Томми                     | Pam & Tommy             | Эрика Готье                 |
| 2023      | с  | Милый Эдвард                    | Dear Edward             |                             |

## Награды и номинации
| Награда                        | Год  | Категория                                                | Название работы        | Результат |
| ------------------------------ | ---- | -------------------------------------------------------- | ---------------------- | --------- |
| Золотой глобус                 | 2014 | Лучшая женская роль в драматическом телесериале          | Оранжевый — хит сезона | Номинация |
| Золотой глобус                 | 2015 | Лучшая женская роль в комедийном телесериале или мюзикле | Оранжевый — хит сезона | Номинация |
| Эмми                           | 2014 | Лучшая женская роль в комедийном телесериале             | Оранжевый — хит сезона | Номинация |
| Премия Гильдии киноактёров США | 2015 | Лучший актёрский состав в комедийном сериале             | Оранжевый — хит сезона | Победа    |
| Премия Гильдии киноактёров США | 2016 | Лучший актёрский состав в комедийном сериале             | Оранжевый — хит сезона | Победа    |
| Премия Гильдии киноактёров США | 2017 | Лучший актёрский состав в комедийном сериале             | Оранжевый — хит сезона | Победа    |
| Премия Гильдии киноактёров США | 2018 | Лучший актёрский состав в комедийном сериале             | Оранжевый — хит сезона | Номинация |
| Спутник                        | 2014 | Лучшая женская роль в комедийном телесериале или мюзикле | Оранжевый — хит сезона | Победа    |
| Спутник                        | 2015 | Лучшая женская роль в комедийном телесериале или мюзикле | Оранжевый — хит сезона | Номинация |
| Спутник                        | 2016 | Лучшая женская роль в комедийном телесериале или мюзикле | Оранжевый — хит сезона | Победа    |
| Спутник                        | 2017 | Лучшая женская роль в комедийном телесериале или мюзикле | Оранжевый — хит сезона | Победа    |